# Gubernia taurydzka

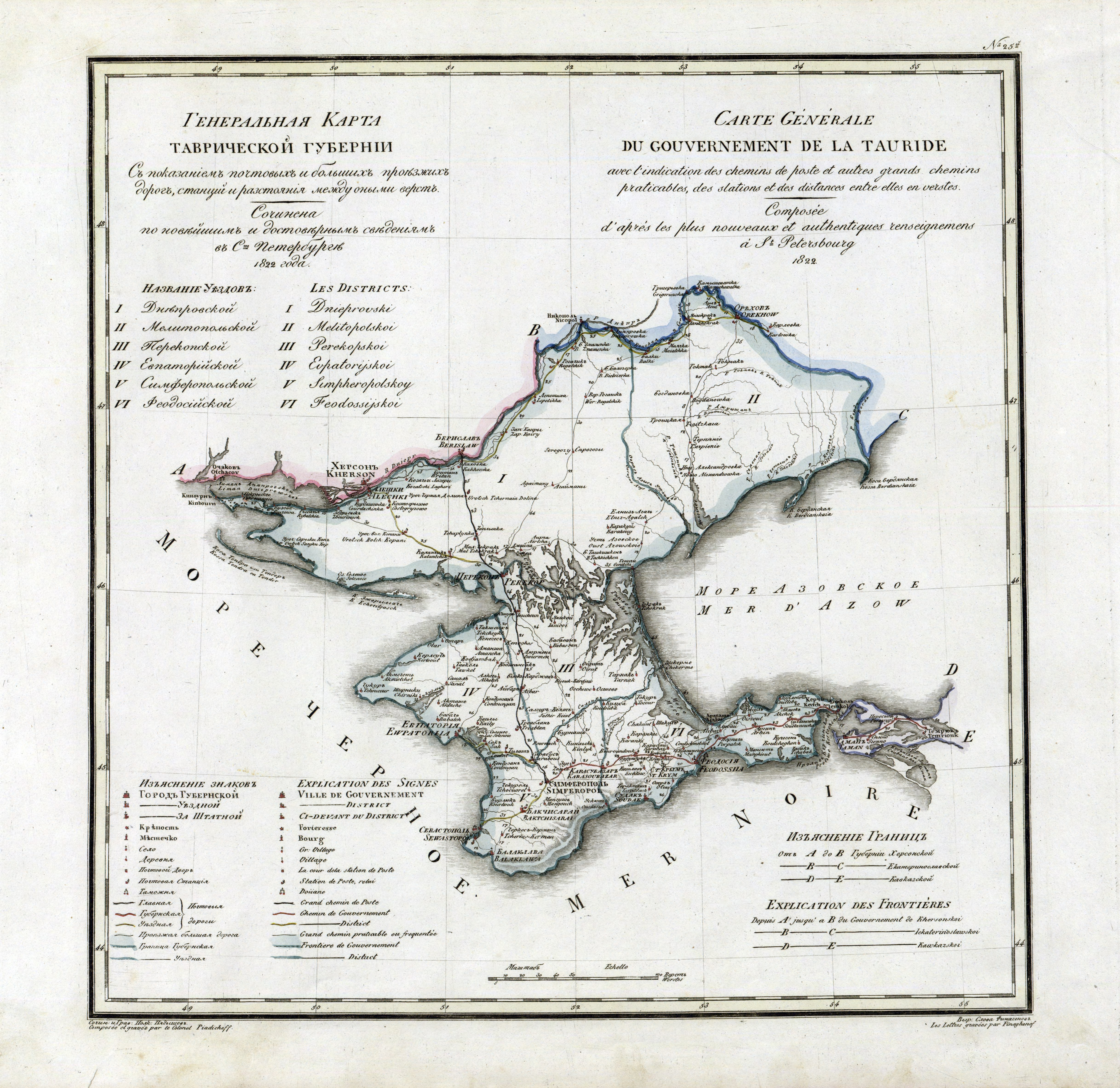
Mapa guberni taurydzkiej według z 1821

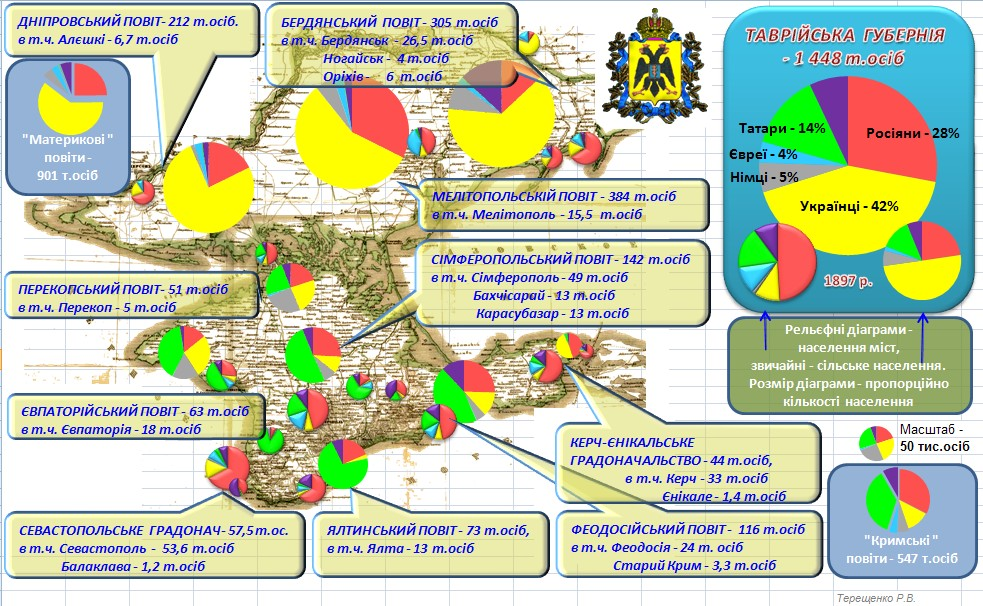
Mapa etnograficzna guberni taurydzkiej według spisu 1897

Gubernia taurydzka (ros. Таврическая губерния) – gubernia Imperium Rosyjskiego odpowiadająca ziemiom historycznego Chanatu Krymskiego, obejmująca tereny dzisiejszej południowej Ukrainy (w tym Republiki Autonomicznej Krymu), istniejąca w latach 1802–1921. Jej stolicą był Symferopol. Graniczyła od północnego zachodu z gubernią chersońską, od północy i północnego wschodu z gubernią katerynosławską, z pozostałych stron oblana wodami Morza Czarnego.

## Historia
Utworzona ukazem cara Aleksandra I z 8 października?/20 października 1802. Powstała z podziału guberni noworosyjskiej na trzy gubernie: taurydzką, katerynosławską i chersońską. W maju 1803 roku w Symferopolu otwarto siedzibę władz gubernialnych oraz innych urzędów administracji. W latach 1802–1873 gubernia podlegała pod generał-gubernatorstwo noworosyjskie. Faktycznie przestała funkcjonować w momencie rozkładu Imperium Rosyjskiego po rewolucji lutowej, a następnie w wyniku powstawania na tym obszarze nowych państw (m.in. Ukraińskiej Republiki Ludowej, Doniecko-Krzyworoskiej Republiki Rad, Wolnego Terytorium, Krymskiej Republiki Ludowej, Radzieckiej Socjalistycznej Republiki Taurydy) i rosyjskiej wojny domowej. Ostatecznie została podzielona wzdłuż Przesmyku Perekopskiego pomiędzy USRR (część północna) a RFSRR (Krym). Formalnie istniała do 1921 roku, gdy część włączona administracyjnie do RFSRR została zastąpiona przez Krymską Autonomiczną Socjalistyczną Republiką Radziecką.

## Demografia
W 1897 roku gubernię taurydzką zamieszkiwało 1 447 790 mieszkańców. Respondenci zadeklarowali następujący język ojczysty:
- ukraiński – 611 121
- rosyjski – 404 463
- tatarski – 196 854
- niemiecki – 78 305
- jidysz – 55 418
- bułgarski – 41 260
- białoruski – 9 726
- grecki – 18 048
- polski – 10 112
- ormiański – 8 938
- rumuński i mołdawski – 2 259
- turecki – 2 197
- estoński – 2 210
- Inne – 524[7][8].

Liczba mężczyzn wyniosła 762 804, a liczba kobiet 684 986.

### Ludność w ujezdach według deklarowanego języka ojczystego 1897[9]
| Ujezd                            | Ukraińcy | Rosjanie | Tatarzy | Niemcy | Żydzi | Bułgarzy | Grecy | Ormianie | Polacy |
| -------------------------------- | -------- | -------- | ------- | ------ | ----- | -------- | ----- | -------- | ------ |
| Gubernia łącznie                 | 42,2%    | 27,9%    | 13,6%   | 5,4%   | 3,8%  | 2,8%     | 1,2%  | …        | …      |
| Berdiański                       | 58,8%    | 18,1%    | …       | 7,8%   | 2,9%  | 10,4%    | …     | …        | …      |
| Dnieprowski                      | 73,6%    | 19,9%    | …       | 1,3%   | 3,0%  | …        | …     | …        | …      |
| Eupatoryjski                     | 21,1%    | 17,6%    | 42,7%   | 12,0%  | 2,5%  | …        | 1,6%  | …        | …      |
| Kercz-Jenikale (gradonaczalstwo) | 16,1%    | 55,8%    | 5,9%    | …      | 10,1% | …        | 4,6%  | 1,6%     | 2,0%   |
| Melitopolski                     | 54,9%    | 32,8%    | …       | 5,2%   | 4,2%  | …        | …     | …        | …      |
| Perekopski                       | 22,0%    | 22,8%    | 23,9%   | 22,8%  | 2,6%  | …        | …     | 1,2%     | …      |
| Sewastopol (gradonaczalstwo)     | 13,1%    | 62,8%    | 3,3%    | 1,6%   | 6,4%  | …        | 5,0%  | …        | 4,9%   |
| Symferopolski                    | 7,1%     | 30,2%    | 44,4%   | 4,1%   | 6,5%  | 1,0%     | 1,7%  | 2,1%     | 1,2%   |
| Teodozyjski                      | 11,5%    | 30,2%    | 38,3%   | 4,2%   | 2,5%  | 5,0%     | 4,0%  | 2,1%     | …      |
| Jałtański                        | 2,8%     | 27,1%    | 59,0%   | …      | 1,3%  | …        | 5,4%  | …        | …      |

W ujezdach kontynentalnych guberni (berdiański, melitopolski, dnieprowski) dominowali Ukraińcy, przed Rosjanami. W ujezdach Krymu (symferopolski, eupatoryjski, jałtański, teodozyjski) dominowali Tatarzy przed Rosjanami, w ujeździe perekopskim u nasady półwyspu istniała równowaga czterech narodowości (Tatarzy, Rosjanie, Ukraińcy, Niemcy), w gradonaczalstwach (miastach wydzielonych) Sewastopol i Kercz-Jenikale zdecydowaną większość stanowili Rosjanie, którzy dominowali również w miastach guberni.

### Ludność guberni według wyznań
- Prawosławni – 1 069 556 (Ukraińcy, Rosjanie, Bułgarzy, Grecy)
- Muzułmanie – 190 800 (Tatarzy)
- Judaizm – 60 752
- Luteranie – 42 654 (Niemcy)
- Katolicy – 29 393 (Niemcy, Polacy)
- Mennonici – 25 508 (Niemcy, Czesi)
- Staroobrzędowcy – 13 724 (Rosjanie)
- Karaimi – 6166[4].

W 1905 roku liczba mieszkańców wynosiła 1 602 700.

## Podział administracyjny
W 1803 roku dzieliła się na siedem ujezdów (powiatów), których liczba następnie wzrosła do dziesięciu. W 1820 roku ujezd tmutarakański został wyłączony spod zarządu guberni. W 1838 roku utworzono ujezd jałtański, a w 1843 roku berdiański. Na początku XX wieku podział administracyjny guberni taurydzkiej wyglądał następująco:
| Lp. | Ujezd                   | Stolica    | Powierzchnia (wiorst) | Ludność |
| --- | ----------------------- | ---------- | --------------------- | ------- |
| 1.  | Berdiański              | Berdiańsk  | 7 702,0               | 304 718 |
| 2.  | Dnieprowski             | Oleszek    | 11 470,5              | 212 241 |
| 3.  | Eupatoryjski            | Eupatoria  | 5 040,2               | 63 211  |
| 4.  | Melitopolski            | Melitopol  | 11 639,7              | 384 239 |
| 5.  | Perekopski              | Perekop    | 5 111,9               | 51 393  |
| 6.  | Symferopolski           | Symferopol | 4 153,9               | 141 717 |
| 7.  | Teodozyjski             | Teodozja   | 6 060,3               | 115 858 |
| 8.  | Jałtański               | Jałta      | 1 465,0               | 73 260  |
| 9.  | Kerczeński (miejski)    | Kercz      | 143,9                 | 43 698  |
| 10. | Sewastopolski (miejski) | Sewastopol | 266,4                 | 57 455  |

## Gubernatorzy taurydzcy
| Lata urzędowania        | Imię i nazwisko       | Ranga                           |
| ----------------------- | --------------------- | ------------------------------- |
| 13.12.1802 – 02.08.1803 | Grigorij Miłoradowicz | Tajny radca                     |
| 26.12.1803 – 28.10.1807 | Dmitrij Miertwago     | Rzeczywisty radca stanu         |
| 02.11.1807 – 20.07.1816 | Andriej Borozdin      | Generał lejtnant                |
| 20.07.1816 – 28.12.1819 | Aleksandr Ławinski    | Rzeczywisty radca stanu         |
| 28.12.1819 – 19.04.1821 | Aleksandr Baranow     | Rzeczywisty radca stanu         |
| 25.02.1822 – 16.10.1823 | Nikołaj Perowski      | Rzeczywisty radca stanu         |
| 16.10.1823 – 11.04.1829 | Dmitrij Naryszkin     | Rzeczywisty radca stanu         |
| 17.04.1829 – 13.02.1837 | Aleksandr Kaznaczejew | Tajny radca                     |
| 22.02.1837 – 19.01.1843 | Matwiej Muromcow      | Rzeczywisty radca stanu         |
| 19.01.1843 – 22.01.1845 | Wiktor Rosławec       | Rzeczywisty radca stanu         |
| 22.01.1845 – 11.11.1854 | Władimir Pestel       | generał major, generał lejtnant |
| 11.11.1854 – 25.05.1856 | Nikołaj Adlerberg     | hrabia, generał major           |
| 10.07.1856 – 19.01.1871 | Nikołaj Żukowski      | generał lejtnant                |
| 19.01.1871 – 25.06.1873 | Aleksandr Rejtern     | generał major                   |
| 21.07.1873 – 22.11.1881 | Aleksandr Kawielin    | Generał major, generał lejtnant |
| 22.11.1881 – 30.12.1889 | Andriej Wsiewołożski  | Rzeczywisty radca stanu         |
| 30.12.1889 – 19.12.1901 | Piotr Łazariew        | Stallmeister                    |
| 01.02.1902 – 01.05.1905 | Władimir Trepow       | rzeczywisty radca stanu         |
| 29.12.1905 – 02.05.1911 | Wasilij Nowicki       | radca kolegialny                |
| 02.05.1911 – 14.04.1913 | Piotr Apraksin        | hrabia, zeremonienmeister       |
| 13.05.1913 – 14.11.1914 | Nikolaj Ławrinowski   | radca stanu                     |
| 14.11.1914 – 1917       | Nikołaj Kniażewicz    | generał major                   |